# Indice des prix de l’assurance des particuliers
L’indice des prix de l’assurance des particuliers (IPAP) constitue un indicateur de l’évolution des prix des assurances en France au cours d’un mois donné. Il dessine aussi les tendances et perspectives de ces tarifs pour les mois à venir.

## Généralités
Initialement relatif aux seuls prix de l’assurance auto des particuliers, l’indice IPAP a connu une évolution significative puisqu'il concerne désormais les trois principaux produits d’assurance du marché français :
- assurance auto,
- assurance habitation,
- mutuelle santé.

Calculé depuis juillet 2000 par le comparateur de primes d'assurance Assurland.com, l’indice IPAP est également l’œuvre du comparateur de mutuelles, Mutuelleland.com.

## Calcul de l’indice IPAP
L’indice IPAP est réalisé selon une périodicité mensuelle sur la base de plusieurs millions de tarifs - plus de dix millions en 2012 - d’assurances automobile, habitation et santé résultant des formules d’assurance proposées par les assureurs partenaires d’Assurland.com.
Les assureurs présents dans le panel sont au nombre de 54 en 2012. Leur diversité, tant en termes de tailles que de modèles (mutualistes, assureurs directs, réseaux d’agents et de courtiers…), garantit la représentativité à l’échelle nationale du marché de l’assurance en France.
Les montants des primes d’assurance sont fonction de plusieurs dizaines de critères tels que :
- les caractéristiques du bien à assurer,
- le profil de l’assuré (âge, sexe, situation de famille, profession, etc.),
- l’historique de l’assuré (ancienneté de son permis, coefficient de réduction majoration (CRM), sinistralité),
- la politique commerciale des compagnies d’assurance, etc.

Les montants des primes recueillis par le comparateur font ensuite l’objet de redressements statistiques pour corriger les éventuels écarts par rapport à la population française d’assurés ou par rapport à la saisonnalité. Par exemple, la distribution d’âge des utilisateurs d'Assurland.com est différente de la distribution de la population française, ce qui nécessite de corriger les statistiques d'Assurland.com au cas où les évolutions tarifaires ne seraient pas les mêmes pour toutes les tranches d’âge. De même, certaines périodes de l’année correspondent à des pics d’achats de véhicules neufs, ce qui nécessite de prendre en compte cet effet dans le calcul de l’indice des prix. Ces redressements permettent de garantir la représentativité de l’indice.

## Évolution de l’indice IPAP
L’évolution des primes d’assurance est soumise à des ajustements de la part des assureurs, pour tenir compte d’éléments structurels tels que le vieillissement de la population française, conjoncturels tels que les catastrophes naturelles (par exemple, les inondations en France fin 2011) ou encore législatifs comme la politique de déremboursements de certains actes médicaux ou médicaments décidés par la Sécurité sociale.

## Portée de l’Indice IPAP
Publiées pour la première fois en juillet 2000, les données de prix permettant le calcul de l’indice IPAP ont été utilisées par l'Institut national de la statistique et des études économiques (Insee) pour la détermination de ses propres indices.
Indicateur représentatif de « l’inflation » des prix dans le secteur de l’assurance, l’indice est relayé chaque mois par de nombreux médias français, qu'ils soient orientés grand public ou spécialisés dans le domaine de l’assurance.